# Mărturisirea de credință baptistă de la Londra
Mărturisirea de credință baptistă de la Londra (1689) a fost scrisă de baptiștii calviniști din Anglia pentru a reda în mod formal ideile creștinilor protestanți dintr-o perspectivă baptistă. Această mărturisire de credință, ca și Mărturisirea Westminster (1646), a fost scrisă de puritanii evanghelici care erau preocupați ca particularitățile organizării bisericii să reflecte exact învățătura biblică.

## Baptiștii generali și particulari din Anglia
Crearea mărturisirii de credință din 1689 este legată de istoria timpurie a baptiștilor și de diferențele dintre cele două tipuri de baptiști: generali și particulari. La începutul secolului al XVII-lea, baptiștii englezi reprezentau doar o serie de biserici din Anglia, și nu o denominație. Odată cu apariția arminianismului cam în același timp și bisericile baptiste au adoptat ideea că mântuirea creștinului depinde doar de alegerea fiecărei persoane în parte. Aceste idei au stat la baza învățăturii baptiștilor generali. De cealaltă parte, au existat și baptiști care nu au adoptat învățătura arminianismului și ispășirea generală, ci au susținut că mântuirea este dependentă doar de alegerea suverană a lui Dumnezeu. Ei sunt baptiștii particulari; ei credeau că Isus a murit și a înviat doar pentru mântuirea celor aleși de Dumnezeu.
În timp ce diferențele teologice erau mari, ambele tipuri de creștini baptiști ai vremii erau persecutați de Biserica anglicană. În general, creștinii baptiști făceau parte din biserici deja stabilite fiind convinși că Biblia nu susține împărțirea în episcopii și nici rolul și amestecarea monarhiei engleze în conducerea bisericii. În același timp, și susținătorii presbiterianismului și al congregaționalismului erau persecutați, dar numărul mare de credincioși și influența pe care o aveau reduceau numărul de persoane persecutate. Bisericile baptiste susțineau botezul credincioșilor adulți, lucru care era contrar bisericii anglicane, chiar și celor presbiteriene sau congregaționale ce susțineau botezul copiilor la naștere.

## Mărturisirea din 1644 și războiul civil englez
În secolul al XVII-lea relațiile dintre puritani și monarhia engleză s-au deteriorat. O mare parte dintre liderii puritani făcea parte din Parlamentul englez, lucru ce a dus la nenumărate tensiuni ce au dus la izbucnirea unui război civil, ce a început în 1642 și a luat sfârșit în 1649. Regele Carol I al Angliei a pierdut conflictul iscat și a fost executat, Anglia devenind pentru o perioadă scurtă de timp republică.
Odată cu încheierea conflictului, baptiștii ce susțineau principiile particulare au profitat și au scris mărturisirea de credință. Șapte congregații și-au trimis reprezentanți pentru a ajuta la scrierea acestui document. Scopul acestui document a fost cel de a-i diferenția în mod oficial pe baptiștii particulari de anabaptiști. Documentul a fost terminat în anul 1644 și, deși nu a fost detaliat, avea un ton clar calvinist. Este cunoscut ca fiind "Prima mărturisire de credință a creștinilor baptiști" ce a precedat mai bine cunoscuta mărturisire de la Westminster scrisă în anul 1646.
Odată cu dispariția monarhiei, mărturisirea de la Westminster a fost considerată declarația de credință pentru biserica anglicană, dar și pentru cea scoțiană. Congregaționaliștii și-au creat propria versiune a enunțului de la Westminster în 1658, numită Declarația Savoy. Varianta originală a mărturisirii din 1644, deși era similară din punct de vedere teologic, scrierea ultimelor două declarații nu era deloc asemănătoare, deci era clar că era nevoie de o nouă scriere a mărturiei de credință.

## Probleme după reorganizare
După execuția lui Charles I, presbiterianismul, anglicanii și congregaționaliștii, în ciuda faptului că aveau o teologie asemănătoare, au fost divizați în două părți în funcție de susținerea pe care o acordau monarhiei: creștinii din timpul lui Charles I erau de partea monarhiei, în timp ce ceilalți erau împotriva ei. Oliver Cromwell, un congregaționalist, a condus Anglia ca Lord Protector până la moartea sa în 1658. Monarhia a fost restaurată de Charles al II-lea în 1660. Relațiile dintre Scoția și Anglia, ca și cele dintre puritanii scoțieni și cei englezi, au continuat să fie tensionate și datorită apariției unor noi legi referitoare la închinare. În 1662, Actul uniformității a scos în afara legii folosirea oricărei alte cărți în afară de noua carte de rugăciune anglicană valabilă pentru toți anglicanii, presbiterienii, congregaționaliștii si baptiștii din Anglia. Mai mult biserica anglicană a renunțat la mărturisirea de credința de la Westminster și s-a întors la folosirea celor „39 de articole” ca mărturisire de credință.

## Mărturisirea din 1677
Ca rezultat al restaurării monarhiei, creștinii baptiști din Anglia au avut de suferit persecuții datorită credinței pe care o aveau. În 1677 un număr mult mai mare de creștini baptiști s-au strâns pentru a pune bazele unei mărturisiri mult mai detaliate decât ultima. Declarația de la Westminster, pe care mulți baptiști o adoptaseră, chiar dacă modul de organizare a bisericii sau modul în care erau botezați credincioșii era diferit, a constituit bazele acestei noi mărturisiri.
Documentul din 1677 era diferit față de cel de la Westminster sau față de Declarația Savoy din două puncte de vedere. În primul rând, baptismul trebuia să devină o denominație separată. În al doilea rând și cel mai important dintr-o perspectivă baptistă, documentul făcea clar faptul că botezul credincioșilor nu se făcea la naștere.
Persecuțiile au făcut ca documentul din 1677 sa fie păstrat secret de către biserica baptistă, deși acest lucru nu însemna că liderii baptiști nu puteau descrie conținutul documentului față de membrii bisericilor.

## Actul toleranței din 1689
În 1689, Actul toleranței a fost aprobat și a adus libertatea religiilor și posibilitatea existenței bisericilor de orice denominație în Anglia și Scoția. Acest act făcut ca reprezentanți din peste 100 de biserici baptiste să se întâlnească la Londra între 3-11 iulie pentru a-și exprima susținerea față de documentul din 1677. În ciuda faptului că documentul a fost scris în 1677, prefața oficială a documentului a făcut ca acesta să fie cunoscut sub numele de Mărturisirea de credință baptistă de la 1689.

## Efectele Mărturisirii de credință de la 1689
Mărturisirea de credință din 1689, alături de cea de la Westminster și de Declarația Savoy, este considerată cea mai importantă declarație din zona anglofonă. Nu există nicio îndoială că Mărturisirea din 1689 a avut la bază cele două bine-cunoscute declarații anterioare și că nu a influențat doar Biserica Baptistă, ci și pe cea reformată și cea calvinistă.
Baptiștii au reușit foarte repede să formeze biserici în America colonială și în 1707 s-a format Asociația Baptistă din Philadelphia. Asociația a adoptat Mărturisirea de credință de la 1689 în 1742 după ce mai multe congregații o adoptaseră deja, fiind redenumită în Mărturisirea de credință de la Philadelphia. 
În timpul celei de-a doua Mari treziri spirituale din America, baptiștii calviniști au fost „atacați” de evangheliști arminieni precum Charles Grandison Finney sau de teologi precum Nathaniel William Taylor, mulți din aceștia trecând la Hiper-Calvinism, deși declarația din 1689 nu susține asemenea extreme ale teologiei reformate.
Mărturisirea de credință de la 1689 rămâne până în prezent un document foarte important pentru toate bisericile reformate din toată lumea, permițându-le să aibă o declarație atestată istoric la Westminster.